# Konkatedrála svatých Justa a Pastora
Konkatedrála svatých Justa a Pastora (fr. Cathédrale Saint-Just-et-Saint-Pasteur) je nedostavěná katolická gotická katedrála v jihofrancouzském městě Narbonne. Stavba začala v roce 1272 a byla zastavena ve 14. století. Do 18. století byla sídlem narrbonského biskupství, které bylo po konkordátu z roku 1801 připojeno k diecézi Carcassonne a kostel se stal konkatedrálou. Stavba zůstala od středověku nedostavěna a původní dokončený chór s ochozem je využíván jako kostel. Se svými 41 metry patří mezi nejvyšší ve Francii. Stavba má od roku 1840 status monument historique.

## Historie
Narbonnaská katedrála se nachází v centru dnešního města, ovšem ve středověku ležela u městských hradeb. Místo sloužilo ke kultovním potřebám již v pozdní antice, neboť se přibližně v těchto místech nacházela bazilika, postavená krátce po ediktu z roku 313 umožňující křesťanské bohoslužby. Chrám byl zničen požárem v roce 441. Následovala výstavba nové baziliky dokončené roku 445. Původně byla zasvěcená svatému Genesovi z Arles, ale v roce 782 byla zasvěcena španělským mučedníkům Justovi a Pastorovi. Předrománská katedrála byla přestavěná kolem roku 890 v karolínské době arcibiskupem Theodardem, který zemřel roku 893. Z této stavby se dochovala pouze zvonice, z velké části obnovená. I přes pomoc poskytnutou třemi papeži, kostel chátral.
Stavba gotické katedrály bylo politické rozhodnutí papeže Klementa IV., neboť byl bývalým arcibiskupem z Narbonne. Základní kámen kostela položil arcibiskup Maurin 13. dubna 1272 a nachází se v základech dnešní kaple Nejsvětějšího Srdce. Stavba katedrály byla navržena v roce 1264, začala až roku 1272 a chór byl dokončen v roce 1332.

### Důvody nedokončení katedrály
Katedrála měla mít půdorys latinského kříže. Chór (jako jediný dokončený) představoval zakončení kříže, transept (rozestavěná část) byla rameny a loď svislým břevnem. Důvodů nedokončení stavby bylo několik:

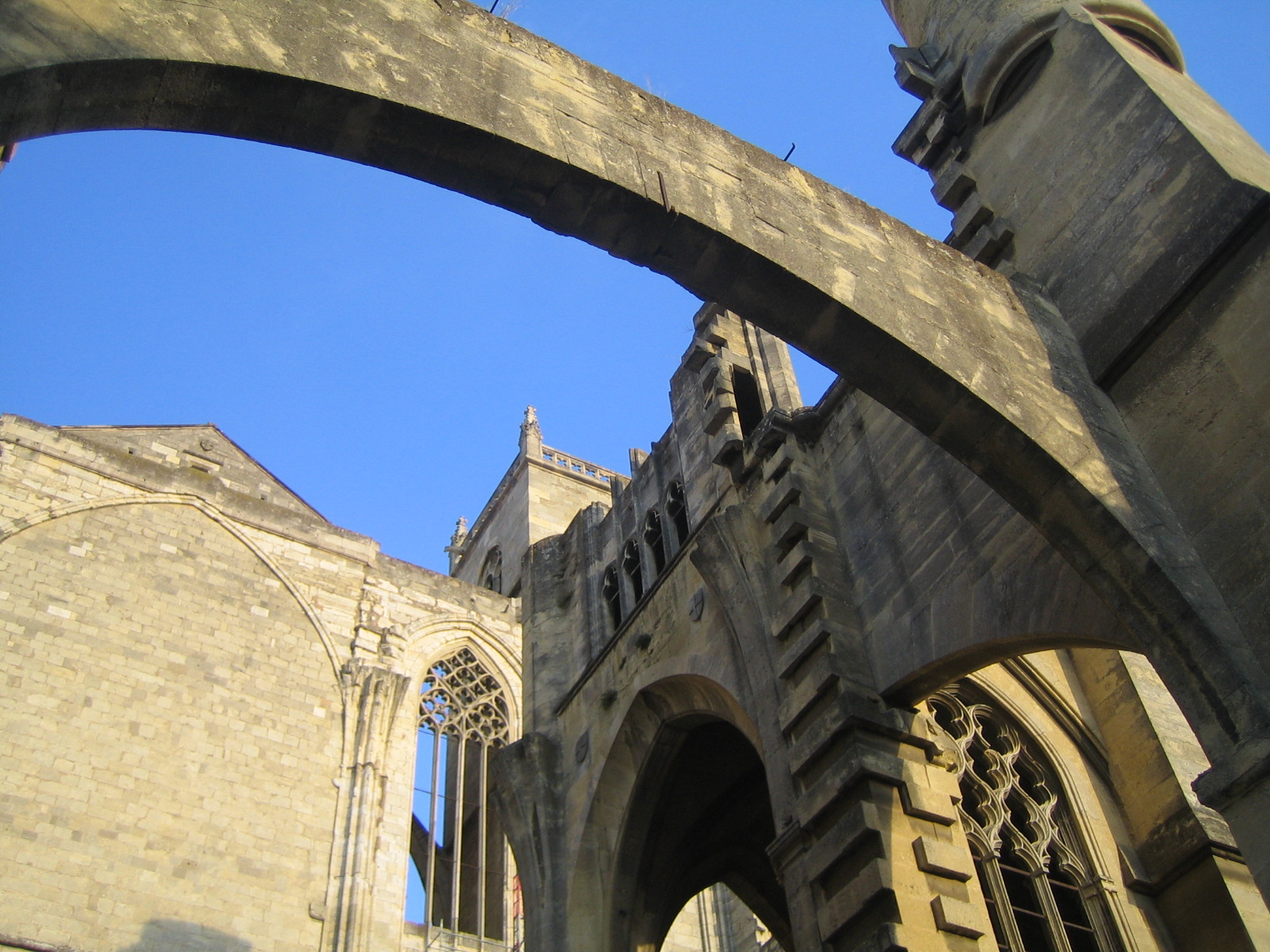
Nedostavěný transept

- nedostatek finančních prostředků, což ovšem nebyl nejdůležitější důvod
- spory s představiteli města, které byly rozhodující
- katastrofy, které postihly město během 14. století, jako byla epidemie Černá smrt nebo vojenské tažení prince z Walesu

Tyto události vedly k přehodnocení stavu opevnění. Město spěchalo s opravami svých starých hradeb a stavbou nových. Při této příležitosti vypuklo několik konfliktů mezi arcibiskupem, šlechtou a městskou radou. Pokračující stavba kostela směřovala k hradbám a nebylo možné postavit transept bez porušení staré městské hradby z 5. století, čemuž bránilo město, které chtělo hradby zachovat.
Konšelé byli v roce 1344 ve sporu s arcibiskupem o demolici jedné věže a stavěli se proti jakékoliv stavební činnosti kapituly, která se v roce 1345 týkala městských hradeb. Kapitula byla i přes odpor města rozhodnuta dokončit katedrálu podle původních plánů a obrátila se na panovníka. Následný spor trval osm let a skončil v roce 1354. Konečný smír mezi městem a kapitulou byl dohodnut až v roce 1361. Kapitula sice mohla k městským hradbám dostavět klášter, ovšem katedrálu už musela nechat nedokončenou.

### Snahy o dokončení
V průběhu následujících staletí vznikly tři pokusy k dokončení stavby:
- V roce 1514 arcibiskup Guillaume Briçonnet nechal strhnout staré hradby a pozemky se staly majetkem arcibiskupství, ale arcibiskup zemřel v prosinci téhož roku.
- V roce 1708 arcibiskup Charles Le Goux de La Berchère obnovil projekt v klasicistním stylu, ale po jeho smrti v roce 1719 byla činnost zastavena a v roce 1722 projekt opuštěn.
- Naposledy chtěl dostavbu řešit v roce 1840 během restaurování Eugène Viollet-le-Duc, ale neshodl se s městskou radou a katedrála zůstala nedostavěna.

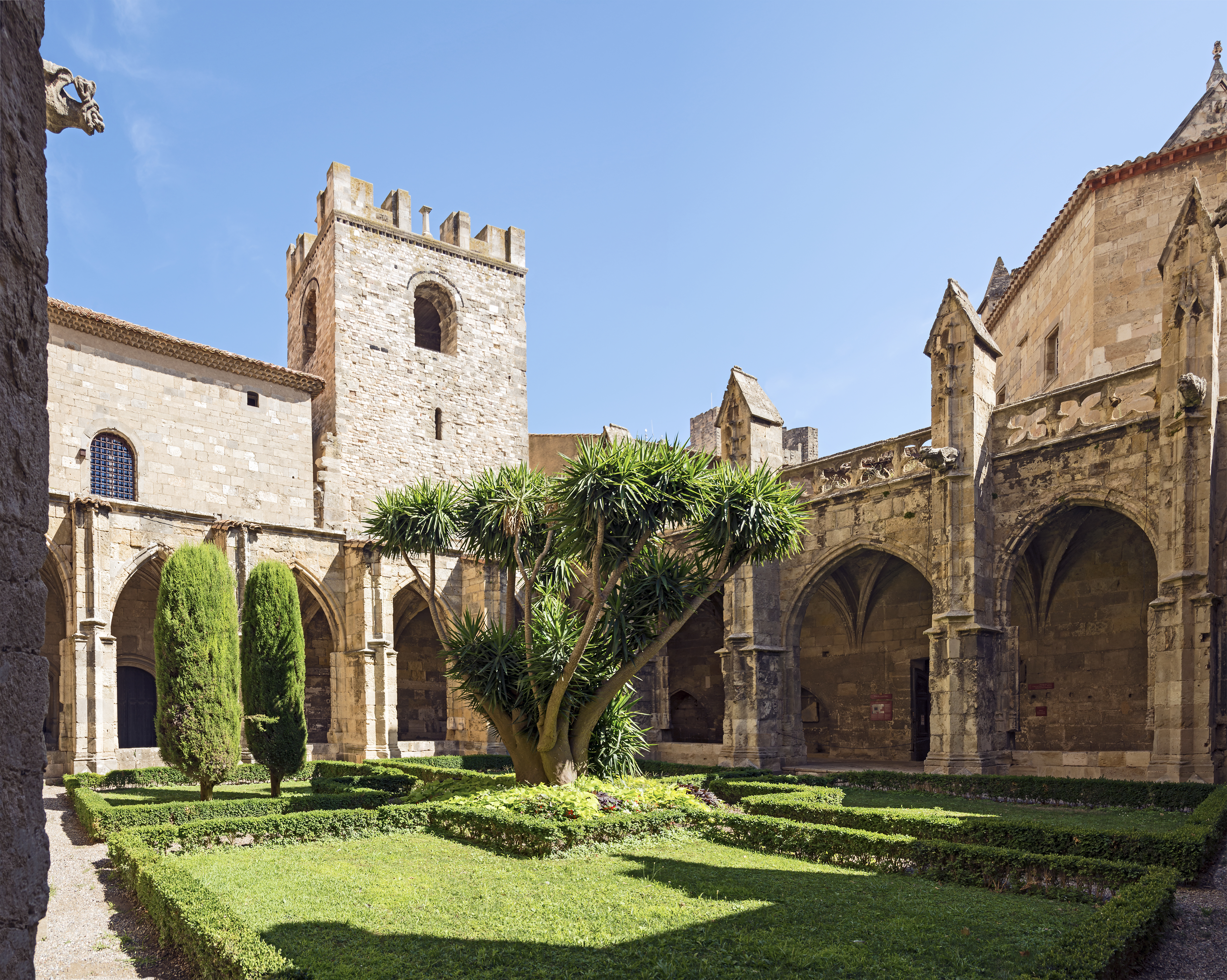
Spojení katedrály s klášterem, v pozadí věž původní baziliky

## Architektura
Katedrála byla jedním z nejambicióznějších projektů Francouzského království ve 13. století. Samotný dokončený chór má rozměry 40 m šířky, 60 m délky, centrální loď je široká 15,20 metrů. Klenby jsou ve výšce 41 m, takže vyšší jsou jen v katedrálách v Beauvais (48 m) a Amiens (42 m).
Ke katedrále přiléhá klášter, postavený v letech 1349-1417 na místě karolínské katedrály, ze které se dochovala jen zvonice. Klášter je spojen s arcibiskupským palácem, a protože přiléhal k hradbám z 5. století, tvořil součást opevnění.
Cour Saint-Eutrope je venkovní prostor nedostavěného transeptu. Na západní straně je ohraničen začátkem lodi, která měla mít původně po stranách pět pětibokých kaplí, ale dokončeny byly jen dvě z nich. Stavba by po svém dokončení byla 120 metrů dlouhá.

## Varhany
Velké varhany jsou 23 m vysoké a 12 m dlouhé, tribuna je ve výšce 14 m nad zemí. Varhany jsou umístěny na zdi zakončující nedostavěnou loď. Vytvořil je Christophe Moucherel, který je dokončil v roce 1741.